# Мухамедьяров, Наиль Нариманович
Наи́ль Нарима́нович Мухамедья́ров (род. 8 ноября 1962, Ленинск, Узбекская ССР) — советский и украинский тяжелоатлет, чемпион СССР (1988), победитель X летней Спартакиады народов СССР (1991), чемпион СНГ (1992), серебряный призёр чемпионата мира (1990) и Олимпийских игр (1988). Заслуженный мастер спорта СССР (1991).

## Биография
Родился 8 ноября 1962 года в Ленинске в семье выходцев из Крыма, подвергшихся депортации в Узбекистан в ходе сталинских репрессий. Начал заниматься тяжёлой атлетикой в возрасте 14 лет у Валерия Кима. В 1979 году после поступления на факультет физического воспитания Андижанского государственного педагогического института продолжил тренироваться под руководством Александра Кима. В 1982 году был чемпионом Европы среди юниоров в среднем весе.
Наиболее значимых успехов добивался в конце 1980-х и начале 1990-х годов. В 1988 году стал чемпионом СССР в полутяжёлом весе. В том же году вошёл в состав сборной СССР на Олимпийских играх в Сеуле, где завоевал серебряную медаль, уступив лишь товарищу по команде Анатолию Храпатому. В последующие годы выступал в более тяжёлых весовых категориях, становился серебряным призёром чемпионата мира (1990) и победителем X летней Спартакиады народов СССР (1991).
В январе 1992 года переехал в Симферополь, где его тренером стал Яков Раскин. В дальнейшем представлял на международных соревнованиях Украину. В июне 1992 года выиграл чемпионат СНГ, но не был включён в состав Объединённой команды на Олимпийских играх в Барселоне. В 1993 году на чемпионате Европы в Софии при выполнении третьей попытки в рывке получил травму плеча, которая не только не позволила ему продолжить участие в этом турнире, но и вынудила завершить свою спортивную карьеру.
С 1998 года занимается преподавательской и научной деятельностью в Крымском инженерно-педагогическом университете, с 2003 года возглавляет там кафедру физической культуры. В 2010 году защитил диссертацию на соискание учёной степени кандидата наук на тему «Библиотека в социально-коммуникационной системе формирования здорового образа жизни».
19 апреля 2024 года ему было присвоено звание профессора по специальности "Теория и методика спорта".

## Награды
- Медаль "За трудовую доблесть", СССР, 1989
- Заслуженный работник физической культуры и спорта Республики Крым